# Casapesenna
Casapesenna là một đô thị ở tỉnh Caserta trong vùng Campania của Ý, có vị trí cách khoảng 20 km về phía tây bắc của Napoli và khoảng 20 km về phía tây nam của Caserta. Tại thời điểm ngày 31 tháng 12 năm 2004, đô thị này có dân số 6.652 người và diện tích là 3,0 km².
Casapesenna giáp các đô thị: Giugliano in Campania, San Cipriano d'Aversa, San Marcellino, Trentola-Ducenta, Villa di Briano.